# Aristaria faustitas
Aristaria faustitas là một loài bướm đêm trong họ Noctuidae.